# Gunjavci
Gunjavci is een plaats in de gemeente Rešetari in de Kroatische provincie Brod-Posavina. De plaats telt 455 inwoners (2001).